# Parlementaire enquête naar de Nederlandse koopvaardij
De parlementaire enquête naar de Nederlandse koopvaardij (1874-1875) onder leiding van Johannes Tak van Poortvliet met zes liberale kamerleden, wierp de vraag op, wat de toestand van materieel en bemanning van de Nederlandse koopvaardijvloot was. Verder wilde zij weten wat de oorzaken waren van de afnemende sterkte en van haar verminderde aandeel in de scheepsbewegingen. Ten slotte moest worden onderzocht of er door de overheid geen maatregelen moesten worden getroffen om de Nederlandse scheepvaart van een krachtige ontwikkeling te verzekeren.
Aan de parlementaire enquête lag mede ten grondslag dat soortgelijke onderzoeken waren gehouden in Frankrijk en de Verenigde Staten.
De enquête werd geleid door de liberaal Charles Jean François Mirandolle. Ook Tak van Poortvliet maakte deel van uit van de enquêtecommissie.
De commissie deed 17 aanbevelingen, waaronder afschaffing van invoerrechten op ruwe en verwerkte grondstoffen, bevoordelen van particuliere werven bij aanbouw van marineschepen en verbetering van vaarwegen.

## Enquêtecommissie
- G. Fabius (conservatief)
- S. van Houten (liberaal)
- H.A. Insinger (conservatief)
- E.H. s'Jacob (conservatief)
- D.J. baron Mackay (liberaal)
- Ch.J.F. Mirandolle (liberaal)
- J.P.R. Tak van Poortvliet (liberaal)